# José María Petit Sullá
José María Petit Sullá (Barcelona, 1940-2007) fue un ingeniero industrial, filósofo y catedrático español. Perteneció a la Escuela tomista de Barcelona. 

## Biografía
Nació en Barcelona en 1940. En 1965 obtuvo la licenciatura en ingeniería industrial. En 1970 obtuvo la licenciatura en Filosofía y en 1975 el doctorado en Filosofía. Durante sus años de estudios filosóficos fue discípulo de Francisco Canals Vidal, que lo consideró su discípulo predilecto,[cita requerida] entrando a formar parte de la Escuela tomista de Barcelona. 
En 1977 obtuvo el puesto de catedrático de Filosofía de la Naturaleza en la Universidad de Barcelona. Enseñó preferentemente la Física de Aristóteles con los comentarios de Santo Tomás de Aquino.
Colaboró con diversos artículos en las revistas Cristiandad, Verbo y Convivium.

## Obras

### Libros
- Filosofía, política y religión en Augusto Comte (Barcelona, 1978).
- La filosofía de la naturaleza como saber filosófico (Barcelona, 1980).
- Filosofía de la Naturaleza. Su configuración a través de sus textos (Barcelona, 1992, 1ª ed.; 2004, 3ª ed.). Escrito en colaboración con Antonio Prevosti.

También preparó la edición y publicó: Actas del Congreso "La síntesis de Santo Tomás de Aquino". Barcelona, 12-14 de septiemrbe de 2002 (Barcelona, 2004). 

### Edición póstuma de sus obras completas
- Obras completas al servicio del reinado de Cristo. Tomo I: Artículos doctrinales.
- Obras completas al servicio del reinado de Cristo. Tomo II: Estudios filosóficos (I).